# Réserve naturelle régionale des étangs de Bonnelles
La réserve naturelle régionale des étangs de Bonnelles (RNR314) est une réserve naturelle régionale située en Île-de-France. Classée en 1990 comme une RNV, elle a été reclassée en RNR en 2016 et occupe une surface de 22,07 hectares.

## Localisation

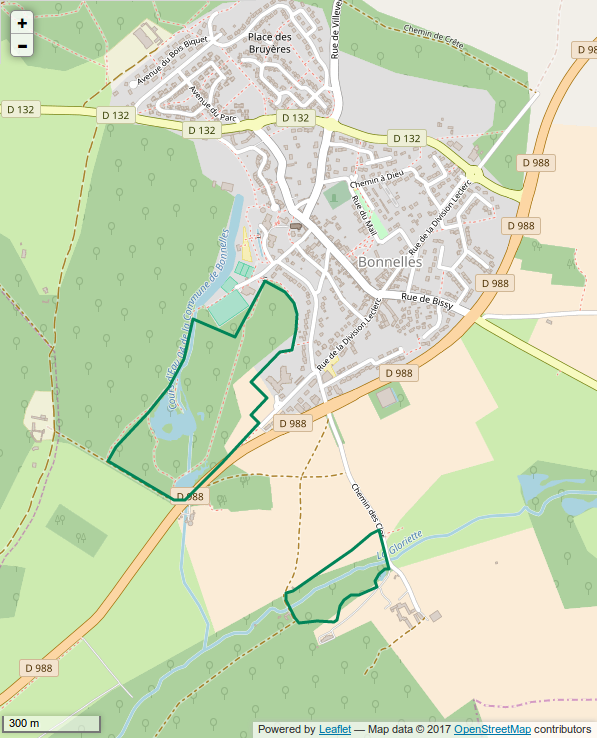
Périmètre de la réserve naturelle.

Le territoire de la réserve naturelle est dans le département des Yvelines, sur la commune de Bonnelles.

## Écologie (biodiversité, intérêt écopaysager…)
Deux étangs font partie de la réserve, l'étang de Chartemps, dévolu à la pêche, et l'étang des Trois Ducs.

### Faune
On y recense 36 espèces de libellules dont 5 sont rares et protégées et 95 espèces d’oiseaux.

## Administration, plan de gestion, règlement

### Outils et statut juridique
La réserve naturelle volontaire a été créée par une délibération du 24 août 1990. Le reclassement en réserve naturelle régionale est intervenu par une délibération du Conseil régional du 8 octobre 2016. 